# Siga
Siga je kraški pojav, ki nastane z raztapljanjem apnenca. Siga se nabira na kapnikih in lahko rečemo, da je siga nalaganje raztopljenega mineralnega apnenca. Lahko se nalaga pod površjem ali na površju.